# Insidious
Série Insidious
Insidious : Chapitre 2
(2013)
Pour plus de détails, voir Fiche technique et Distribution.
Insidious, ou Insidieux au Québec, est un film d'horreur américain réalisé par James Wan, sorti en 2010.
Une suite directe, Insidious : Chapitre 2 de James Wan, sort en 2013, puis deux préquelles, Insidious : Chapitre 3 de Leigh Whannell et Insidious : La Dernière Clé d'Adam Robitel, sortent respectivement  en 2015 et en 2018.

## Synopsis
La nouvelle maison de Josh et sa famille a vraiment tout pour leur plaire. Plus grande et plus lumineuse, elle sera la demeure idéale pour leur troisième enfant qui vient de naître… Pourtant, peu de temps après le déménagement, sa femme, Renai, qui peine à trouver ses marques, semble éprouver un malaise. Mettant cela sur le compte du déménagement, elle essaye de passer outre jusqu'au soir où son fils ainé, Dalton, tombe d'une échelle alors qu'il se trouvait au grenier. Alors que Josh tente de le réveiller le lendemain matin, Dalton, plongé dans ce qui semble être un profond coma, reste sourd à ses appels et doit être hospitalisé…Devant l'incapacité des médecins à fournir un diagnostic certain, Josh et son épouse n'ont d'autres choix que de ramener leur fils chez eux et de l'installer dans une chambre médicalisée. La vie reprend tant bien que mal mais, bientôt, de nouveaux événements effrayants bouleversent la vie de la famille : des voix se font entendre dans le récepteur que Renai a placé pour surveiller l'activité du bébé, les portes s'ouvrent et se ferment toutes seules et des fantômes apparaissent dans certaines pièces de la maison. 
Fuyant dans un premier temps ses responsabilités, Josh est rapidement obligé de constater que s'il veut garder sa famille à ses côtés, il doit prendre une décision ferme. Au cours de la nuit suivante, Renai se fait littéralement « attaquer » par une apparition l'obligeant à quitter la maison et dès le lendemain, toute la famille réintègre son ancienne demeure.
Tout semble dans un premier temps rentrer dans l'ordre, mais malheureusement, bien vite, il apparaît à Renai qu'en réalité, ce n'est pas la maison qui était la source de leurs frayeurs mais bien leur fils Dalton. Renai, terrifiée, en appelle à la mère de Josh qui, elle-même sensible aux rêves prémonitoires, leur révèle qu'elle se tenait en rêve la nuit dernière dans leur maison, et qu'elle a vu quelqu'un dans la chambre de Dalton : une créature sombre se tenait à côté de son lit. Elle lui a demandé qui c'était et ce qu'il voulait ; il lui répondra qu'il est un visiteur voulant Dalton. À peine a-t-elle fini son récit qu'en voulant regarder Josh, elle voit la tête rouge de la créature se tenant juste derrière lui. Bondissant de frayeur, elle en conclut que l'intervention de spécialistes sera nécessaire. Juste après avoir vu la créature, la chambre de Dalton est saccagée, Dalton est retrouvé étendu par terre lorsque Renai se décide finalement à demander de l'aide à Josh.
Dans un premier temps, deux techniciens sont envoyés chez Josh et sa famille pour « dégager » le terrain grâce à leurs instruments. Ils s’aperçoivent bien vite à leurs dépens que la terreur de Renai est bien fondée et qu'une intervention directe sera nécessaire…
L'expertise du médium — nommé Élise — leur révèle la nature du mal qui frappe Dalton : le jeune garçon maîtrisant un pouvoir connu sous le nom de voyage astral a été attiré par une créature mauvaise lors de l'un de ses déplacements, son corps astral étant désormais captif de la créature qui veut à terme prendre possession de son corps physique.
D'abord non convaincu par cette explication, Josh se rend vite à l'évidence qu'il n'a aucune autre explication à y opposer et se résout à tenter une première opération pour sauver son fils. Tous réunis dans la maison à côté de Dalton, Josh, Renai et leurs  "invités" engagent la nuit venue une séance de spiritisme et parviennent à établir le contact avec Dalton. Mais ils sont vite repérés par les esprits qui peuplent le royaume astral où est emprisonné Dalton, et la créature déchaîne alors ses pouvoirs sur eux en prenant le contrôle du corps physique de Dalton.
Meurtris par cette tentative échouée, Josh et Renai n'ont d'autres solutions que d'accepter la seconde solution proposée par la médium. La mère de Josh révèle alors à son fils que si Dalton possède une telle faculté à voyager, c'est qu'il l'a héritée de son père. Pendant son enfance, Josh était en proie à de terribles terreurs nocturnes, effrayé par une vieille femme qui lui rendait visite la nuit venue et apparaissait régulièrement sur ses photographies (à tel point qu'il en a inconsciemment conservé une phobie de la photographie).
Aidé à l'époque par la même médium, son lien avec son pouvoir avait été rompu et il avait alors pu reprendre une vie normale… La seule solution qu'il reste alors pour sauver Dalton est que son père aille lui-même le chercher dans le royaume des ombres. Propulsé dans ce monde effrayant, Josh retrouve finalement la trace de son fils dans une pièce « secrète » de la maison qu'ils ont quittée, mais aussitôt repéré par la créature, il doit au plus vite retrouver son corps physique avant que les spectres ne s'en prennent à celui-ci dans le monde réel. Une vraie course contre la montre s'engage alors et Josh parvient in extremis à revenir avec son fils dans le monde réel.
Tout le monde semble soulagé dans un premier temps mais la médium, subitement en proie à un doute, photographie brusquement Josh. Celui-ci, en proie à une crise de fureur immédiate, se jette alors sur elle et la tue. Alertée par le bruit, Renai accourt alors et tombe sur le cadavre de la médium ainsi que sur l'appareil photo. Le ramassant, elle s'aperçoit alors que ce n'est pas Josh qui apparaît sur la photographie mais la vieille femme morte de ses cauchemars… Le film s'achève sur un plan de dos. Appelée par son mari qui se tient juste derrière elle, Renai se retourne.

## Fiche technique
- Titre : Insidious
- Titre québécois : Insidieux
- Réalisation : James Wan
- Scénario : Leigh Whannell
- Musique : Joseph Bishara
- Direction artistique : Jennifer Spence
- Décors : Aaron Sims
- Costumes : Kristin M. Burke
- Photographie : David M. Brewer et John R. Leonetti
- Montage : James Wan et Kirk M. Morri
- Production : Oren Peli, Jason Blum, Steven Schneider
- Société de production : Blumhouse Productions, Alliance Films, Automatik Entertainment, Haunted Movies
- Société des effets spéciaux : Fractured FX
- Société des effets visuels : SPY
- Sociétés de distribution : FilmDistrict (États-Unis), Starway Film Distribution (Belgique), Sony Pictures Releasing Canada (Canada), Wild Bunch Distribution (France) et Ascot Elite Entertainment Group (Suisse)
- Budget : 1 500 000 de dollars[1]
- Pays de production :  États-Unis
- Langue originale : anglais
- Format : couleur
- Genre : horreur
- Durée : 102 minutes
- Dates de sorties :
  - Canada : 14 septembre 2010 (Festival international du film de Toronto)
  - États-Unis : 1er avril 2011
  - France : 15 juin 2011
- Classification :
  - France : interdit aux moins de 12 ans lors de sa sortie en salles
  - États-Unis : PG-13 (Accord parental - les enfants de moins de 13 ans doivent être accompagnées d'un adulte)

## Distribution
- Patrick Wilson (VF : Alexis Victor ; VQ : Patrice Dubois) : Josh Lambert
- Rose Byrne (VF : Chantal Macé ; VQ : Mélanie Laberge) : Renai Lambert
- Barbara Hershey (VF : Béatrice Delfe ; VQ : Marie-Andrée Corneille) : Lorraine Lambert
- Ty Simpkins (VF et VQ : Charles Sirard Blouin) : Dalton Lambert
- Andrew Astor (VF : Max Renaudin-Pratt) : Foster Lambert
- Lin Shaye (VF : Anne Jolivet ; VQ : Madeleine Arsenault) : Elise Rainier
- Leigh Whannell (VF : Damien Witecka ; VQ : Philippe Martin) : Steven Specs
- Angus Sampson (VF : Christophe Lemoine ; VQ : Frédéric Paquet) : Tucker
- Corbett Tuck (VF : Cindy Tempez) : Adele

Source et légende : Version française (VF) sur RS Doublage ; Version québécoise (VQ) sur Doublage.qc.ca

## Production

### Développement
C'est le cinquième long métrage de James Wan et le troisième dans le registre horrifique après Saw et Dead Silence. Il est produit par Oren Peli qui est le réalisateur de Paranormal Activity.

### Tournage
Pour un budget de seulement 1 500 000 dollars, le tournage a débuté en avril 2010 en centre-ville de Los Angeles en Californie.
Comme à son habitude signataire, James Wan fait un clin d'œil à son film Saw avec son nom ainsi que la tête du pantin dessinée sur le tableau de la salle de classe sous lequel on peut voir le numéro : « 8 ». Sans pour autant que ce soit un clin d’œil, nous pouvons observer que la manière d'approcher d'un plan à l'autre des âmes perdues est similaire à celle de Marie Shaw dans Dead Silence, par ailleurs la vieille dame fantôme est très proche de ce personnage.

## Sortie et accueil

### Festivals
Insidious a été présenté le 14 septembre 2010 au Festival international du film de Toronto, ainsi que le 11 octobre 2010 au Festival international du film de Catalogne. En France, il a été sélectionné au Festival Hallucinations collectives de Lyon, le 26 avril 2011.

### Accueil critique
Le film reçoit des retours allant du mitigé au positif, dans l'ensemble.
Selon Citizen-Poulpe.com, « énième variation sur le thème de la maison hantée, Insidious se démarque par une mise en scène soignée, un scénario plutôt bien construit, une imagerie inventive et des touches d’humour appréciables. »
Selon The Hollywood Reporter, « ce film d'horreur a déjà engrangé, depuis sa sortie le 1er avril 2011, 50 millions de dollars de recettes (dont 45 sur le territoire nord-américain). Le film, au budget d'à peine 1,5 million de dollars, avoisine les 100 millions de dollars de recettes au total, ce qui devrait en faire l'une des productions les plus rentables de l'année 2011. »

## Box office
- Mondial : 97 009 000 de dollars
- États-Unis : 54 009 000 de dollars
- France :  459 000 entrées

Il est le film le plus rentable de l'année 2011.

## Suites
- Insidious : Chapitre 2 de James Wan, sorti en 2013
- Insidious : Chapitre 3 de Leigh Whannell, sorti en 2015
- Insidious : La Dernière Clé d'Adam Robitel, sorti en 2018
- Insidious: The Red Door de Patrick Wilson, sorti en 2023